# Вантажний автомобіль

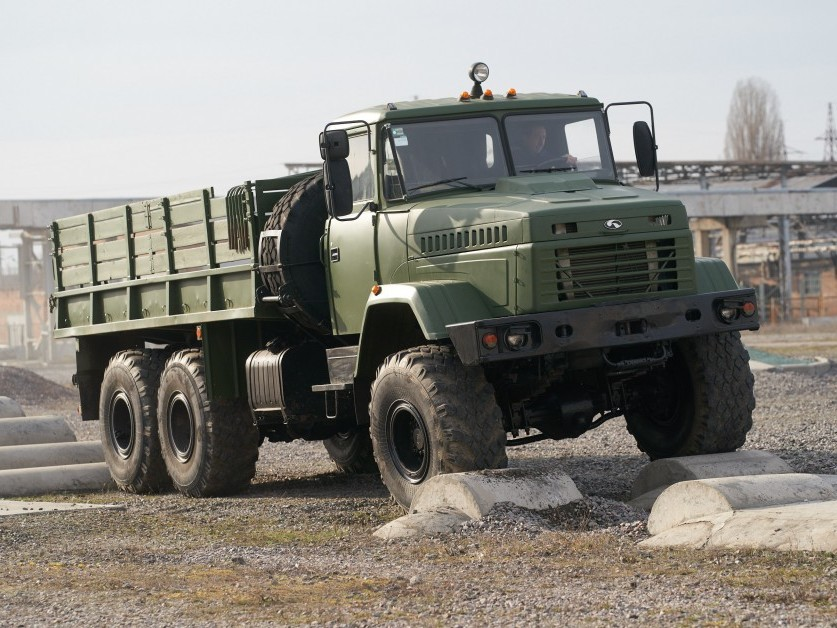
Вантажний автомобіль українського виробництва Kraz 6322

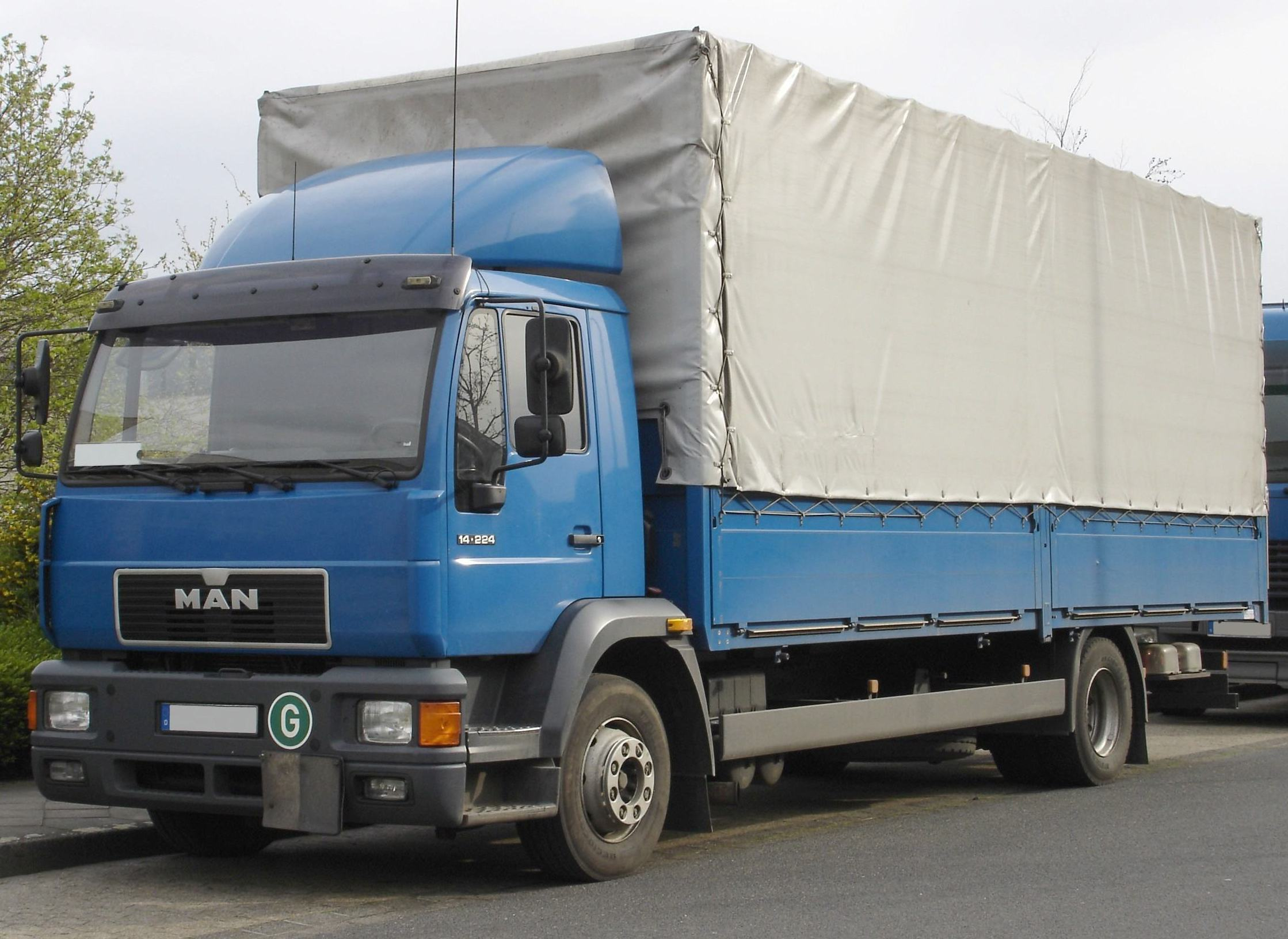
Вантажний автомобіль MAN

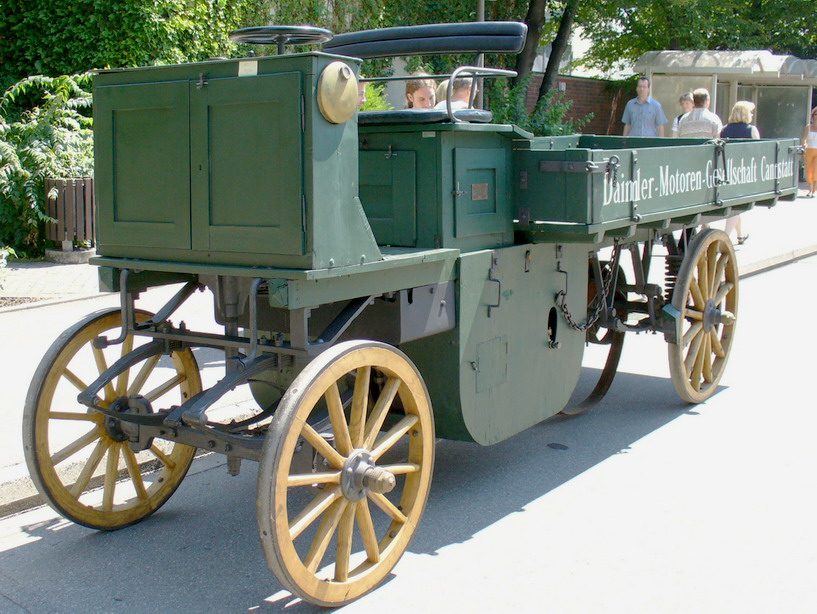
Daimler-Lastwagen, 1896

Ванта́жний автомобі́ль, вантажі́вка, вагово́з, вагові́з — автомобіль, який за своєю конструкцією та обладнанням призначений для перевезення вантажів, у тому числі механічний транспортний засіб. Вантажівки значно відрізняються за розміром, потужністю та конфігурацією, але переважна більшість має рамну конструкцію з кабіною, яка не залежить від частини корисного навантаження автомобіля. Менші різновиди можуть бути механічно схожими на деякі автомобілі. Автомобільна дорога розподіляє вагу вантажівки, що означає, що можна перевозити більші обсяги, ніж поїзди (парових, дизельних, електричних, монорейкових або трамвай) і залізничні колії.
Деякі легкі ваговози достатньо маленькі, близькі за розміром до легкових авто. Комерційні вантажівки або пожежні автомобілі можуть бути досить великими і слугувати платформою для додаткового обладнання.

## Класифікація вантажних автомобілів
- За вантажністю
  - Особливо малої вантажності — до 1 тонни
  - Малої вантажності — 1-3,5 тонни
  - Середньої вантажності — понад 3,5-15 тонни
  - Великої вантажності — понад 15 тонни
  - Особливо великої вантажності — понад норми, встановленої дорожніми габаритами та ваговими обмеженнями

- За типом вантажу

- За типом кузова
  - Самоскиди
  - Бортові
  - Криті
  - З тентом
  - Автоцистерни
  - Бетономішалки
  - Авторефрижератори
  - Автовози
  - Контейнерні
  - Тягачі

## Кабіна

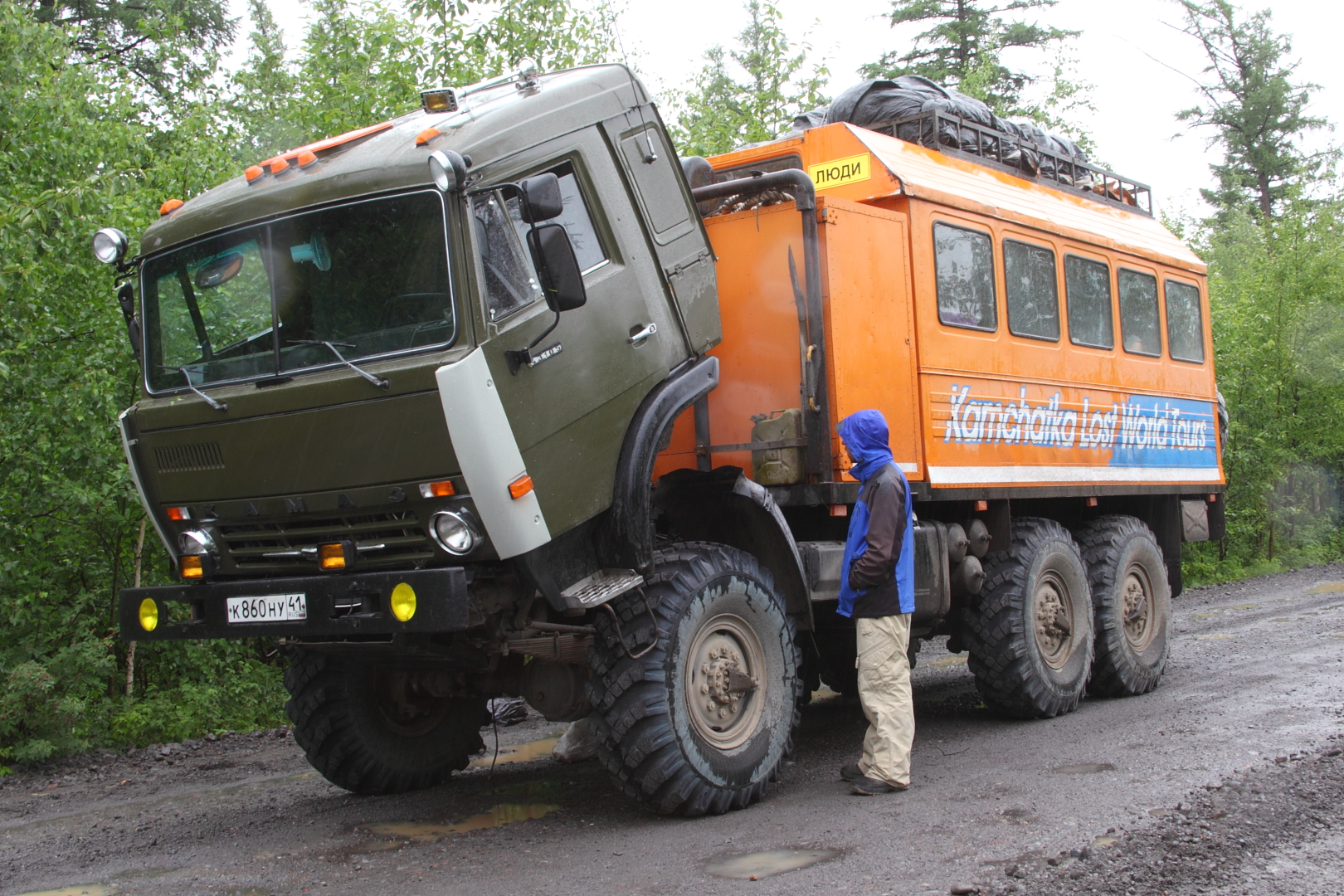
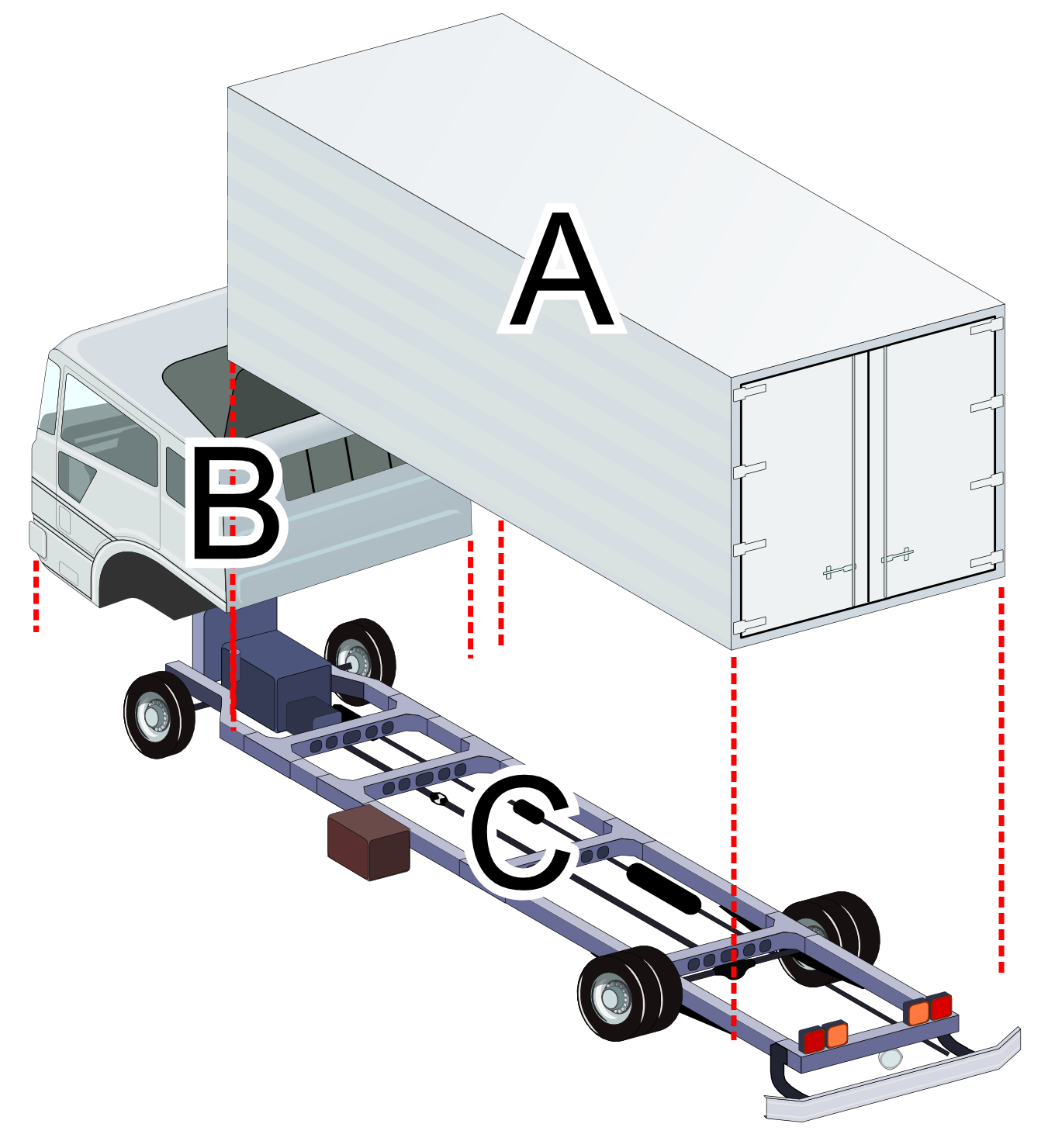
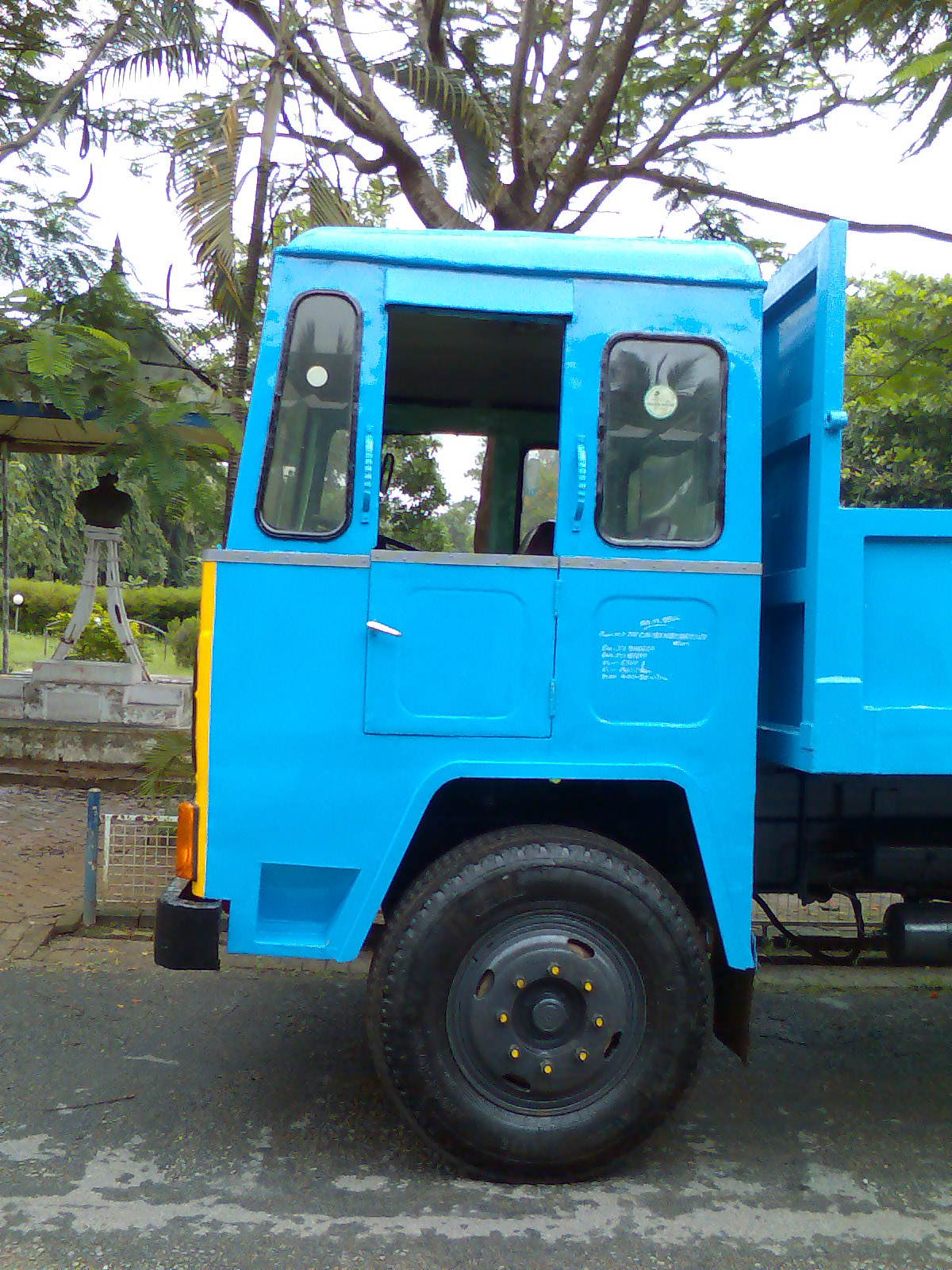

## Виробники вантажних автомобілів
| Поз. | Марка | Вироблено         |
| ---- | --- | ----------------- |
| 1    | Daimler AG (Mercedes-Benz, Freightliner Trucks, Sterling Trucks, Unimog, Western Star, Fuso, BharatBenz) | 478,535[джерело?] |
| 2    | Volvo Group (Volvo, Mack, Renault, UD Nissan Diesel)                                                     | 438,954[джерело?] |
| 3    | Dongfeng Motor                                                                                           | 341,875           |
| 4    | Volkswagen AG (Scania AB, Volkswagen Commercial Vehicles, MAN)                                           | 203,102           |
| 5    | Tata Group (Tata Motors, Daewoo Commercial Vehicle)                                                      | 159,237           |
| 6    | Hyundai Kia Automotive Group (Hyundai)                                                                   | 157,781[джерело?] |
| 7    | Toyota Group (Hino Motors, Isuzu)                                                                        | 129,107           |
| 8    | Fiat Group (Iveco, Magirus, Astra, Seddon Atkinson, Yuejin)                                              | 127,542           |
| 9    | PACCAR (DAF Trucks, Kenworth, Peterbilt, Leyland Trucks)                                                 | 126,960           |
| 10   | Ford | 95,596            |